# فابيان داو كاستيلانا
فابيان داو كاستيلانا (بالفرنسية: Fabien Dao Castellana)‏ (28 يوليو 1993 بسانت رافاييل في فرنسا - ) هو لاعب كرة قدم فرنسي في مركز الوسط. شارك مع منتخب فرنسا تحت 20 سنة لكرة القدم. أما مع النوادي، فقد لعب مع نادي نيس.

## روابط خارجية
- فابيان داو كاستيلانا على موقع رابطة كرة القدم الفرنسية للمحترفين (الإنجليزية)
- فابيان داو كاستيلانا على موقع قاعدة بيانات كرة القدم.إي يو (الإنجليزية)
- فابيان داو كاستيلانا على موقع Soccerway.com (الإنجليزية)
- فابيان داو كاستيلانا على موقع AS.com (الإسبانية)